# Мятлик сплюснутый

Мятлик сплюснутый (лат. Poa compressa)  — вид рода Мятлик (Poa) семейства Злаки (Poaceae). Используется как кормовое растение.

## Ботаническое описание

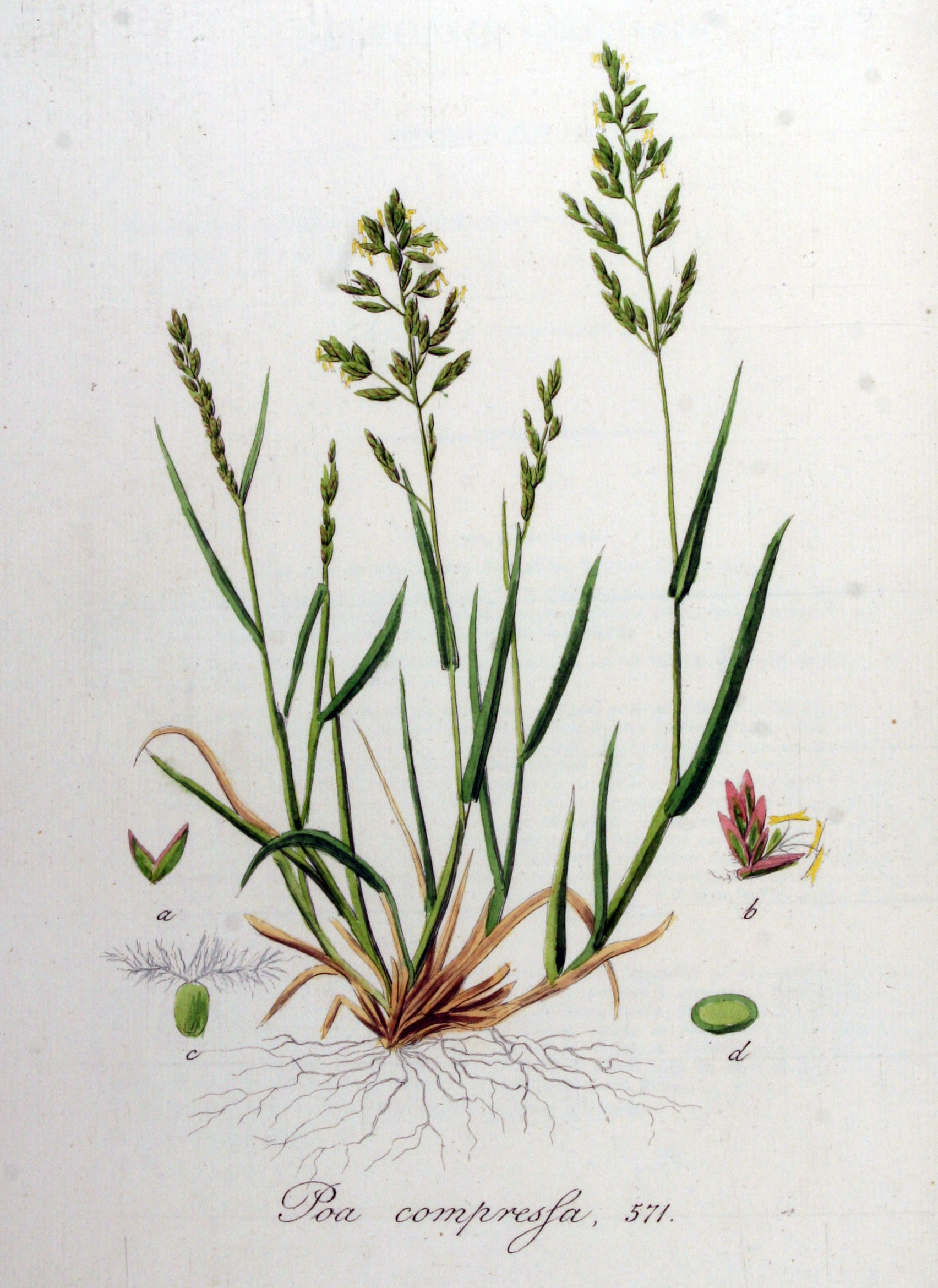

Многолетнее травянистое низовое растение высотой 10—40 см. Корневище длинное, ползучее. Стебли гладкие, приподнимающийся, сплюснутые, реже шершавые. Листья узколинейные, несколько шершавые; влагалища листьев килеватые. Лигулы короткие, тупые.
Соцветие  — слабораскидистая метёлка 2—3 см длиной. Колоски зеленоватые, до 4 мм длиной, содержат от 3 до 8 цветков; колосковые чешуи одинаковые. Нижняя цветковые чешуи голая, только по килю и боковым жилкам слабоопушенная. Цветёт с мая по июль.
Число хромосом 2n=14, 42.

## Экология и распространение
Обитает на каменистых и песчаных склонах, на илисто-песчаных наносах и на песках у моря, на лугах, около дорог, в парках, на межах, залежах.
Обитает в Европе, в Восточной Азии, Африке, Австралии и Новой Зеландии.
К почвам не требователен. Не засухоустойчив.

## Значение и применение
Хорошее пастбищное растение. Даёт отличный корм для крупного рогатого скота, лошадей и овец. Кормовая ценность ниже, чем у мятлика лугового (Poa pratensis) из-за большего содержания клетчатки. 

## Синонимика
По данным The Plant List вид имеет следующие синонимы:
- Paneion compressum (L.) Lunell
- Poa anceps C.Presl
- Poa compressa f. depauperata Millsp.
- Poa compressa var. depauperata Mutel
- Poa compressa var. expansa N.Böhling & H.Scholz
- Poa compressa subsp. langeana (Rchb.) Rouy
- Poa compressa var. langeana (Rchb.) W.D.J.Koch
- Poa compressa subsp. langeana (Rchb.) Nyman
- Poa compressa var. polynoda (Parn.) Syme
- Poa compressa var. sylvestris Torr.
- Poa fertilis Hegetschw.
- Poa langeana Rchb.
- Poa leptostachya D.Don
- Poa muralis Wibel
- Poa pallens Poir.
- Poa planicularis F.H.Wigg.
- Poa planiculmis Weber
- Poa polynoda Parn.
- Poa polynoda var. denticulata Parn.
- Poa subcompressa Parn.
- Poa thurmanniana Montandon